# Налог на землетрясение
Так называемый налог на землетрясение (также известный как специальный налог на связь) был введён после землетрясения в Измите в 1999 году, во время которого погибло более 17 000 человек. Налог, первоначально введённый как временный, стал постоянным, направленным на предотвращение ущерба, связанного с землетрясениями.

## Учреждение
Налог на землетрясение был установлен в ноябре 1999 года во время правления Бюлента Эджевита и был направлен на кабельное телевидение, мобильные звонки и обмен сообщениями. Законом № 4481 были добавлены налоги на доходы, транспортные средства, недвижимость, частную связь и частные сделки. В 2003 году большинство налогов было отменено, но налог на частную связь остался и стал постоянным. Первоначально налог на частную связь составлял 7,5 %, но указом президента в начале 2021 года был повышен до 10 %.

## Цель
С помощью налогов телекоммуникации и здания должны были стать сейсмостойкими. Президиум по управлению стихийными бедствиями и чрезвычайными ситуациями (AFAD) смог построить логистические центры в 25 провинциях для предотвращения стихийных бедствий. Затем в 65 провинциях были созданы дополнительные логистические центры для товаров для использования после стихийных бедствий. В 2012 году правительство объявило о новом плане, направленном на укрепление зданий, чтобы сделать их сейсмостойкими. В видео 2011 года министр юстиции Мехмет Симсек говорит, что налоговые деньги были использованы для нескольких транспортных и сельскохозяйственных проектов.

## Сумма сбора
Возможны различные расчёты суммы собранных денег. При действующем в настоящее время обменном курсе около 19 турецких лир за доллар США правительство Турции привлекло около 4,5 миллиардов долларов. Но с учётом обменного курса ниже 1,5 турецких лир за доллар в 2006 году привлечённая сумма составляет 37 миллиардов долларов. Согласно аналогичным расчётам, Gazete Duvar сообщает, что к 2020 году с 1999 года было собрано от 67,5 до 140 миллиардов лир.

## Критика
После нескольких землетрясений возникли вопросы о том, правильно ли распределялись налоговые деньги. После землетрясения в феврале 2023 года Народно-республиканская партия (НРП) утверждает, что с помощью налога миллионы домов можно было бы сделать устойчивыми к землетрясениям, но правительство вместо этого использовало деньги для финансирования своих строительных проектов.